# Yakovlev Yak-1
O Yakovlev Yak-1 foi um caça monomotor desenvolvido pela Yakovlev na União Soviética durante a Segunda Guerra Mundial. Ficou na ativa de 1940 a 1950, sendo que foram produzidas mais de 8 700 unidades desta aeronave.